# Rhizotrogus brunneus
Rhizotrogus brunneus är en skalbaggsart som beskrevs av Leon Fairmaire 1870. Rhizotrogus brunneus ingår i släktet Rhizotrogus och familjen Melolonthidae. Inga underarter finns listade i Catalogue of Life.